# Ceruchus niger
Ceruchus niger es una especie de coleóptero de la familia Lucanidae.

## Distribución geográfica
Habita en Yunnan (China).